# Charles Feldmann
Pour les articles homonymes, voir Feldmann.
Ne pas confondre avec producteur américain Charles K. Feldman
Charles Feldmann (1846-1929) est un général de division français. Gouverneur militaire de Lille en 1906, il prit le commandement de la 3e région militaire en 1912.

## Biographie
Fils d'un tonnelier de la rue Saint-Marcel, Charles Antoine Léonard Feldmann naît à Metz, en Moselle, le 18 janvier 1846. Ayant réussi le concours de Polytechnique en 1866, il intègre l’École d'application de l'artillerie et du génie de Metz en 1868. Promu sous-lieutenant, il est affecté dans un régiment d’artillerie montée de l’armée du Rhin, peu avant la guerre franco-prussienne. 
Avec son unité, il prend part aux combats de Borny, de Rezonville et de Saint-Privat, où il est blessé à la main. Promu lieutenant en octobre 1870, Charles Feldmann est fait prisonnier au moment de la chute de Metz. Il gagne la Belgique, d'où il rejoint l'armée française à Bordeaux. Affecté dans un dépôt de l'artillerie montée, il est promu capitaine en février 1871, avant de rejoindre Bourg-en-Bresse, puis Valence, où il est démobilisé. Confirmé à l'issue de la guerre, en octobre 1871, Charles Feldmann opte pour la nationalité française en 1872.
Affecté d'abord à la direction d’artillerie de Besançon, il est nommé aide de camp du général de Vassoigne, puis aide de camp du général Gresset. Chef de batterie au 5e régiment d’artillerie, Feldmann est nommé à l’état-major et promu chef d’escadron. Promu lieutenant-colonel au 16e régiment d’artillerie en décembre 1891, il est ensuite nommé commandant en second de l'École d'application de l'artillerie et du génie. Promu colonel en janvier 1896, il devient secrétaire du Comité technique de l’artillerie et directeur de la section technique de l’arme. En avril 1898, Charles Feldmann prend le commandement du 12e régiment d’artillerie à Vincennes.
Promu général de brigade en mai 1901, Charles Feldmann prend le commandement de l’artillerie du 6e corps d’armée, avant de prendre la tête de la 83e brigade d’infanterie en 1902.
Nommé gouverneur de Lille en mars 1906, Charles Feldmann est promu général de division. Il est affecté à la défense de la place de Paris en juin 1907.
Nommé à la tête de la 3e région militaire en 1912, le général Feldmann est relevé en septembre 1914 et, compte tenu de son âge, placé dans la réserve en janvier 1915.
En 1919, alors que sa ville natale redevenait française après 48 ans d'annexion, Charles Feldmann devint un membre correspondant de l'Académie nationale de Metz.
Le général Feldmann décéda à Versailles, le 18 juin 1929.

## Distinctions
- Chevalier de la Légion d'honneur, le 12 juillet 1880[2] ;
- Officier de la Légion d'honneur, le 11 juillet 1898[2] ;
- Commandeur de la Légion d'honneur, 11 juillet 1908[2] ;

## Sources
- Le général Feldmann, par Pierre Brasme
- « Cote LH/952/45 », base Léonore, ministère français de la Culture